# Venrock
Venrock (соединение слов «Venture» и «Rockefeller») — венчурный фонд, основанный в 1969 году для развития начавшейся в конце 1930-х годов инвестиционной деятельности семьи Рокфеллер. Имеет офисы в Пало-Альто, штат Калифорния, Нью-Йорке и Бостоне, штат Массачусетс.

## История
Венчурный капиталист Лоранс Спелман Рокфеллер (1910—2004) был четвёртым из шести детей Джона Дэвисона Рокфеллера-младшего. В январе 1946 года он основал одну из первых послевоенных компаний венчурного капитала «Rockefeller Brothers, Inc.» с капитализацией 1,5 млн долл. Всего было восемь партнеров: пять братьев и их сестра Эбби, а также Харпер Вудворд и ученый из Массачусетского технологического института Тед Валкович. В 1969 году фирма стала называться «Venrock». Лоранс стал инвестором в предприятия, основанные на науке и технологиях: авиация, космонавтика, электроника, физика высоких температур, композитные материалы, оптика, лазеры, обработка данных, термоэлектроника и ядерная энергетика.
Venrock закрыл свой седьмой фонд в июле 2014 года с 8 партнерами и восьмой фонд в январе 2017 года с 15 партнерами на общую сумму 450 млн долл.

## Инвестиции
"Venrock" инвестировал более 2,5 млрд долл. в более чем 440 компаний, в результате чего было проведено 125 первичных публичных размещений акций. Venrock сосредотачивает свои инвестиции на ранних и начинающих компаниях в области информационных технологий, здравоохранения и новых технологий. К ним относятся: Intel, Apple, AppNexus, StrataCom, Check Point Software, Dapper Labs, DoubleClick, 3Com Corporation, Mosaic, PGP, Itek, Digex, Shape Security, Phoenix, Second Rotation, RedSeal и CTERA Networks, Juno Therapeutics. Также вкладывала в зарождающуюся область нанотехнологий через инвестиции на раннем этапе в Nanosys и нанотехнологическое подразделение Du Pont и BioTime.
В секторе здравоохранения с такими партнерами, как Брайан Робертс, «Venrock» инвестировал в компании Athenahealth, Grand Rounds, HealthSouth Corporation, MedPartners, Inc., Castlight Health, Caliper Technologies Corporation, Centocor, Geron, сенолитический стартап NITY Biotechnology, Институт генетики, Idec Pharmaceuticals Corporation, Illumina, Millennium Pharmaceuticals, Sirna Therapeutics и Sugen.